# Wilhelm Steinmann (Lehrer)
Friedrich Wilhelm Steinmann (* 24. März 1817 in Hannover; † 26. Oktober 1859 ebenda) war ein deutscher Pädagoge und Schulbuch-Herausgeber.

## Leben
Nach Beendigung seines Schulunterrichtes besuchte Wilhelm Steinmann ein Nebeninstitut des Königlich Hannoverschen Schullehrer-Seminars, bildete sich aber auch teilweise durch Privatstudien in neueren Sprachen, Mathematik und unter anderem in Musik und Zeichnen insgesamt drei Jahre fort.
Anschließend arbeitete er als Hauslehrer dreieinhalb Jahre auf Schloss Gesmold bei Osnabrück, ging 1836 kurzfristig nach Hannover zurück und wirkte ab Michaelis 1836 als Hauslehrer in Bettensen. Etwa ein Jahr später wurde er um Michaelis 1837 für drei Jahre in das Hauptinstitut des Hannoverschen Lehrerseminars aufgenommen, bevor er Michaelis 1840 die Stelle eines Klassenlehrers der dritten Elementarklasse beziehungsweise der 9. Klasse der höheren Bürgerschule der Residenzstadt Hannover übernahm.
In dieser Stellung gab Steinmann gemeinsam mit dem am Lyceum zu Hannover tätigen Lehrer Heinrich Schulze das mehrbändige Schulbuch Kinderschatz heraus, das als Lesebuch für Elementarklassen gedacht war und laut seinem Untertitel „nach dem kindlichen Fassungsvermögen zusammengestellt“ war. Der mit einem Vorwort von Adolf Tellkampf 1846 erschienene erste Teil war laut seinem Untertitel ein „Deutsches Lesebuch für das früheste Jugendalter [und] zugleich als Stoff für Erzähl- und Gedächtnisübung“ gedacht. Die zweite, bei Friedrich Culemann gedruckte Auflage erschien 1848 im hannoverschen Verlag von Louis Ehlermann. Das Werk im Gesamttitel Vorschule zum Kinderschatz erschien bis 1871 in vier Auflagen, und mit seinen drei Bänden in jeweils einem bis zu mehreren Dutzend Auflagen, erst ab 1886 dann zwar noch von Heinrich Schulze, aber nun gemeinsam mit dem Pädagogen Friedrich Kiel.
1850 ging Steinmann „als erster Lehrer der Vorbereitungs-Klassen zur Mittelschule über“. Seine Lehrtätigkeit musste er aufgrund eines unheilbaren körperlichen Leidens einstellen und erlag diesem schließlich 1859. Wilhelm Steinmanns Grabstein, eine etwa 1,30 Meter hohe Stele, wurde auf dem Alten St. Nikolai-Friedhof aufgestellt mit der Inschrift auf der Rückseite „Ruhe sanft nach deinem langen Leiden.“

## Schriften
- Heinrich Schulze, Wilhelm Steinmann (Hrsg.): Kinderschatz. Deutsches Lesebuch für Elementarklassen. Nach dem kindlichen Fassungsvermögen zusammengestellt ..., 2. Auflage, Band 1, Hannover: Verlag von Louis Ehlermann, Druck von Friedrich Culemann, 1848; Digitalisat über Google-Bücher
  - 3., verbesserte Auflage, Dresden: Louis Ehlermann, 1869[3]